# Manuel González Díaz

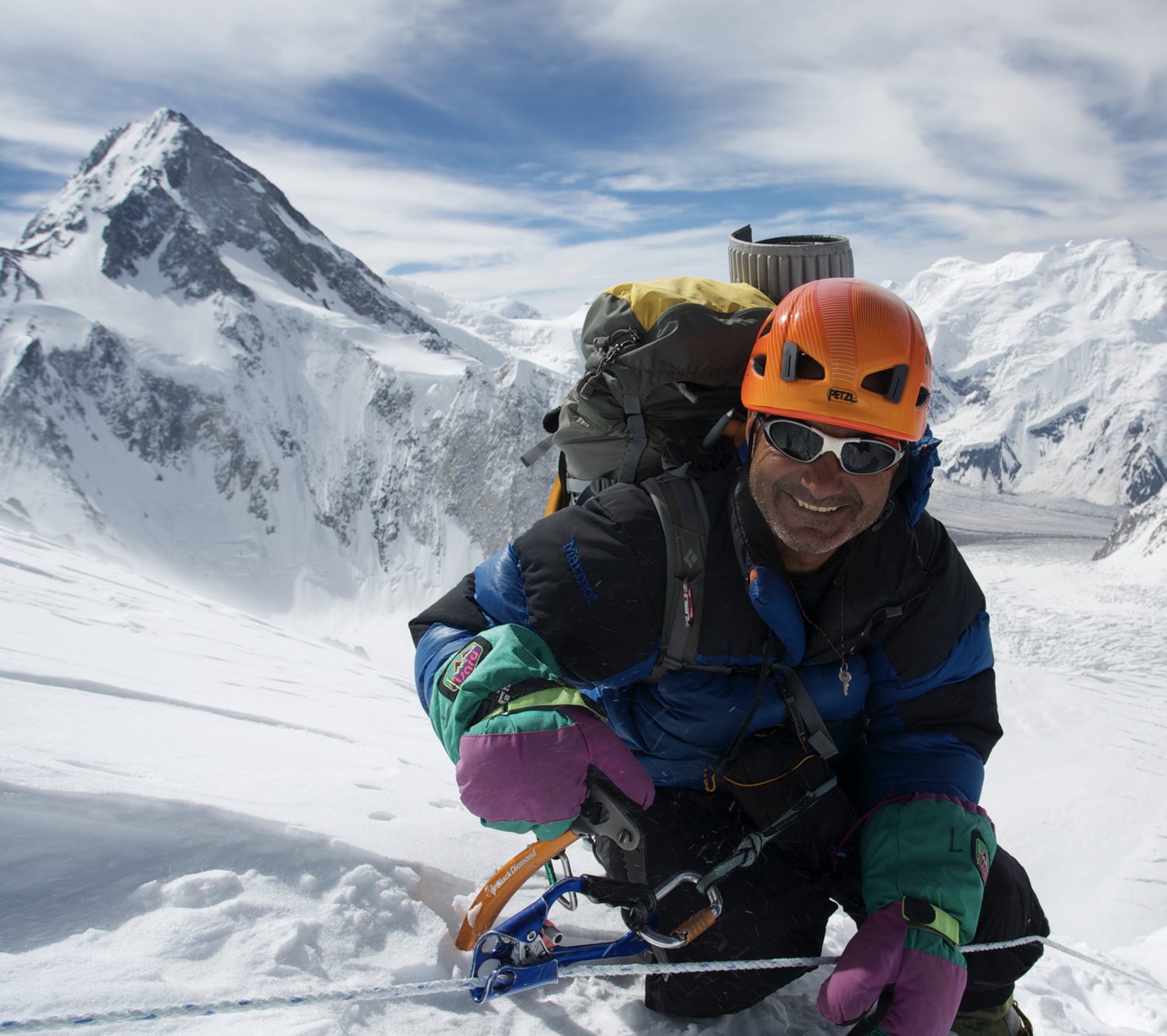

Manuel González Díaz, más conocido como Lolo, (5 de abril de 1965, San Pedro Alcántara 1967) es un alpinista español.

## Biografía
Coordinó la I Expedición Andaluza al Everest, que hizo cumbre el 22 de mayo del año 2000. Esta expedición fue organizada por la Federación Andaluza de Montañismo con el apoyo de la Consejería de Educación y Deporte de la Junta de Andalucía. En mayo de 2011 fue rescatado por sufrir problemas mientras descendía del Lhotse, por encima del C4, por los argentinos Damián y Willy Benegas y Edurne Pasaban.